# Front Nacional d'Alemanya Democràtica
El Front Nacional d'Alemanya Democràtica (en alemany: Nationale Front des Demokratischen Deutschland) fou un front popular format per partits polítics i organitzacions de masses de la República Democràtica Alemanya que va governar el país entre 1949 i 1990. Dominat políticament pel Partit Socialista Unificat d'Alemanya, presentava una llista única a les eleccions de la Cambra del Poble amb candidats de tots els seus membres:
- Partit Socialista Unificat d'Alemanya
- Federació Alemanya de Sindicats Lliures
- Unió Demòcrata Cristiana
- Partit Liberal Democràtic d'Alemanya
- Partit Democràtic de la Pagesia d'Alemanya
- Partit Nacional Democràtic d'Alemanya
- Joventut Lliure Alemanya
- Federació Democràtica de Dones d'Alemanya
- Associació Cultural de la RDA

## Història

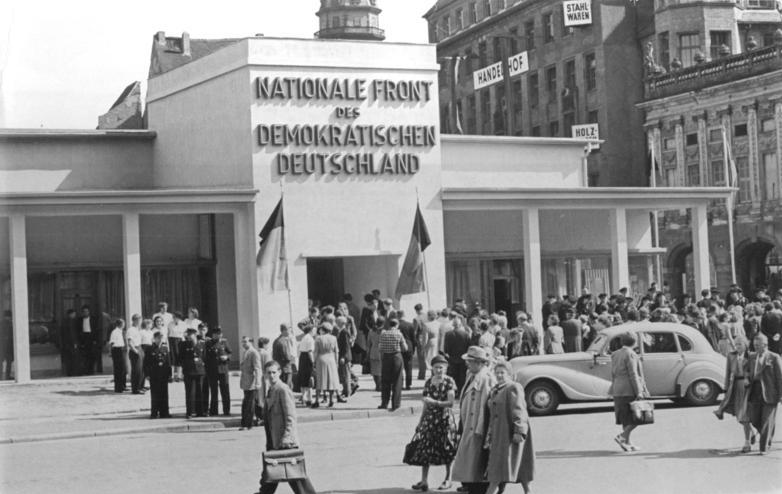
Pavelló del Front Nacional a Leipzig, 1953

El Front Nacional fou el successor del Bloc Democràtic (en alemany: Demokratischer Block) que havia estat fundat a la zona d'ocupació soviètica. El Front mateix fou fundat el 30 de març de 1950. Operà a través de l'emissió general d'una proporció de seients (dividit entre els partits del Front i les organització de masses controlades pel PSUA), presentat en forma de llista única de candidats per a cada elecció a la Cambra del Poble. Els seients estaven adjudicats segons una quota en lloc del total de vots. En tant que els votants tenien com a úniques opcions la d'aprovar o rebutjar la llista, aquesta guanyava amb nivells de suport gairebé unànimes.
Encara que nominalment era una coalició de base àmplia, a la pràctica, el PSUA era l'única organització amb poder real. En assegurar que els comunistes dominaven les llistes, el PSUA essencialment predeterminava la composició per defecte de la Cambra del Poble.
Durant el 1950-1951, el rebuig públic a la validesa de la llista, manifestat per alguns polítics alemanys, els va comportar l'ingrés a presó per "rebutjar la llei electoral de la República Democràtica Alemanya" (com en el cas del líder del PLDA, Günter Stempel). Tot i que el PSUA ja s'havia convertit en un "partit de nou tipus" estalinista de ple dret per la formació de la RDA, els altres partits no es van doblegar per complet a la seva voluntat durant un temps. A mitjans de la dècada de 1950, però, els membres més valent dels partits constituents havien estat expulsats, i tots els partits s'havien transformat en socis lleials del PSUA. En aquell moment, el PSUA també havia purgat els membres de mentalitat més independent que tenia. El Front va adoptar així un perfil molt semblant als altres moviment orgànics del Bloc de l'Est. Durant les següents tres dècades, els partits de menor importància del Front van haver d'acceptar el "paper principal" del PSUA, com a condició de la seva existència continuada.
L'1 de desembre de 1989, el Front quedà impotentment bloquejat quan la Cambra del Poble suprimí la disposició de la Constitució de l'Alemanya de l'Est que donava el monopoli del poder al PSUA. Quatre dies més tard, la Unió Democràtica Cristiana i el Partit Liberal Democràtic, havent expulsat els seus quadres pro-comunistes, es van retirar del Front. El 16 de desembre, el PSUA es refundà en si mateix en un partit socialista democràtic, donant peu a la creació del Partit del Socialisme Democràtic. El 20 de febrer de 1990 una esmena a la constitució eliminava la menció al Front.

## Presidència
- Prof. Erich Correns (1950–1981)
- Prof. Lothar Kolditz (1981–1989)